# Svetlana Allilueva
Svetlana Allilueva, o Allilujeva, nata Svetlana Iosifovna Stalina, successivamente nota come Lana Peters (in russo Светлана Иосифовна Сталина?, in georgiano სვეტლანა იოსებინა ალილუევა?; Mosca, 28 febbraio 1926 – Richland Center, 22 novembre 2011), è stata una scrittrice sovietica naturalizzata statunitense, figlia di Iosif Stalin e della sua seconda moglie Nadežda Allilueva, nonché l'ultima figlia superstite della famiglia.
Nel 1966, tredici anni dopo la morte di suo padre, quando il processo di destalinizzazione dell'Unione Sovietica era stato avviato già da molto, Svetlana Allilueva decide di fuggire dal suo Paese, e di trasferirsi negli Stati Uniti, a New York. Nel 1967 pubblica il libro Twenty Letters to a Friend (Venti lettere a un amico), per la casa editrice Harper & Row. Il libro riporta le memorie della figlia del politico che per vent'anni resse i destini dell'URSS. Tre anni dopo, nel 1970, a Mosca le autorità annunciano di averla privata della nazionalità sovietica.

## Biografia

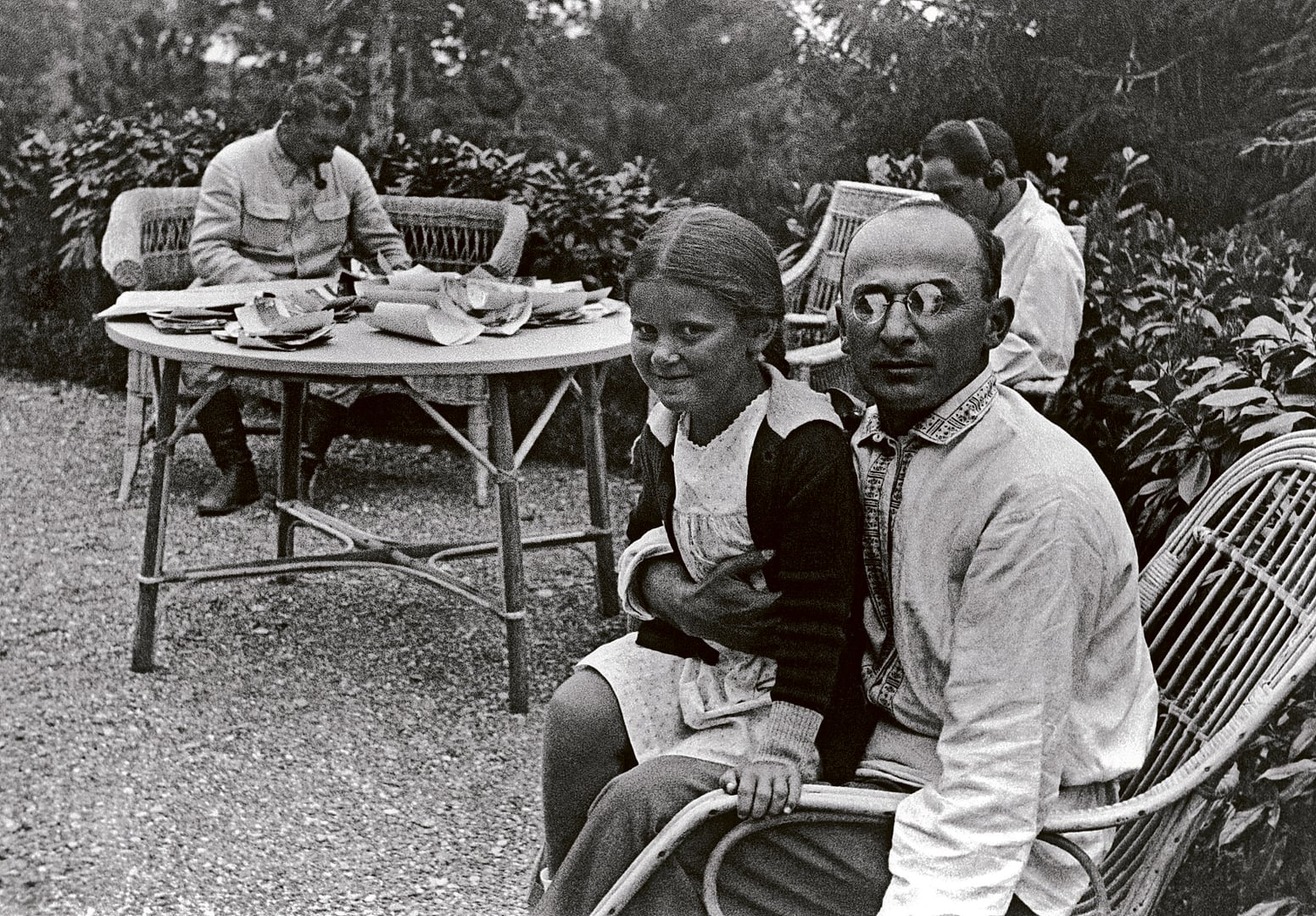
Svetlana da bambina, sulle ginocchia di Berija, col padre sullo sfondo mentre fuma una pipa.

Nata nel febbraio 1926, come molti figli di alti ufficiali della nomenklatura, Svetlana e suo fratello maggiore Vasilij furono cresciuti dalla balia Aleksandra Bychkova, vedendo i loro genitori solo in saltuarie occasioni. Sua madre, Nadežda Allilueva, seconda moglie di Stalin, morì il 9 novembre 1932, quando Svetlana aveva solo sei anni. Secondo le fonti ufficiali, la morte di Nadežda avvenne a causa di una peritonite acuta, risultato di un'appendicite; varie altre teorie sono state elaborate, quali il suicidio, o l'omicidio su ordine di Stalin, o ad opera di Stalin stesso.
Svetlana si innamorò a sedici anni del regista ebreo Aleksej Kapler, allora quarantenne, ma Stalin non era assolutamente d'accordo con questa storia d'amore. Così, successivamente, Kapler nel 1943 fu internato nel gulag di Vorkuta, nell'estremo nord della Russia, mentre nel 1948, condannato nuovamente, fu costretto al lavoro forzato in un gulag nei pressi di Inta. Il regista «fu rilasciato solo nel luglio 1953, dopo la morte di Stalin. Kapler riprese quindi a lavorare nel cinema e in televisione».
A 17 anni si innamorò di un compagno dell'Università di Mosca, Grigorij Morozov, anch'egli ebreo. Il padre permise alla coppia di sposarsi, anche se giurò di non incontrare mai lo sposo. Dopo la nascita di un figlio, Joseph, nel 1945, la coppia divorziò nel 1947. Il secondo marito di Svetlana era uno stretto collaboratore di Stalin, Jurij Ždanov (figlio del suo braccio destro, Andrej Ždanov). I due si sposarono nel 1949, ed ebbero una figlia, Ekaterina, nel 1950, ma anche questo matrimonio si dissolse poco dopo.
Dopo la morte del padre nel 1953, Svetlana adottò il cognome da nubile della madre e lavorò come insegnante e traduttrice a Mosca. Nel 1963 incontrò ed entrò in intimità con un comunista indiano in visita nella capitale sovietica, Brajesh Singh. Egli fece ritorno a Mosca nel 1965, per lavorare come traduttore, ma ai due non venne permesso sposarsi. Singh morì nel 1966 e a Svetlana venne concesso di viaggiare in India per riportare le ceneri alla famiglia, in modo da poterle versare nel Gange. Svetlana restò in India per due mesi e si immerse nella cultura locale.

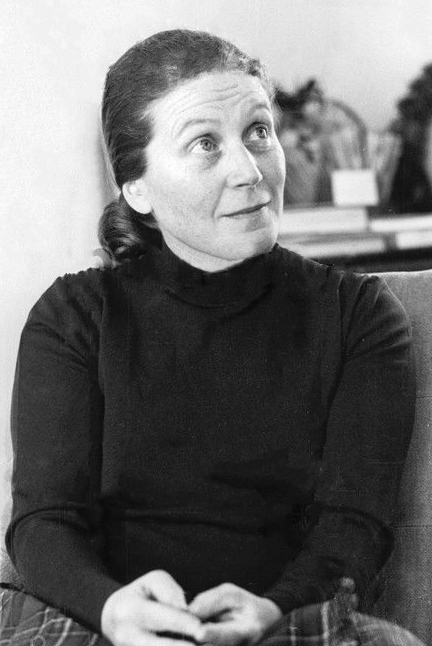
Svetlana nel 1970

Il 6 marzo 1967, dopo aver visitato l'ambasciata sovietica di Nuova Delhi, la Allilueva si recò all'ambasciata statunitense e fece formale richiesta di asilo politico all'ambasciatore Chester Bowles. L'asilo le fu concesso. Per evitare che, conseguentemente alla concessione dell'asilo, il governo indiano potesse subire ritorsioni da parte dell'Unione Sovietica, venne fatto in modo che lasciasse immediatamente il paese per la Svizzera, via Roma. Rimase in Svizzera per sei settimane, prima di proseguire per gli Stati Uniti.
Al suo arrivo, nell'aprile 1967, la Allilueva tenne una conferenza stampa in cui denunciò il regime del padre e il governo sovietico. La sua intenzione di pubblicare l'autobiografico Twenty Letters To A Friend, nel cinquantesimo anniversario della Rivoluzione d'ottobre, provocò rabbia in URSS, e il governo minacciò di pubblicare una versione non autorizzata; la pubblicazione in Occidente venne quindi anticipata, e quel particolare caso diplomatico venne disinnescato. A causa dell'alto profilo della defezione di Svetlana Allilueva, della sua schiettezza e delle sue connessioni in quanto figlia di Stalin, l'Unione Sovietica chiese e ottenne dagli Stati Uniti, nel dicembre 1967, un'assicurazione che, prima di concedere futuri asili politici, il governo statunitense avrebbe permesso a funzionari sovietici di interrogare i richiedenti.
Nel 1970 la Allilueva rispose ad un invito della vedova di Frank Lloyd Wright, Olgivanna Wright, a visitare Taliesin West a Scottsdale, in Arizona. Come descrisse nell'autobiografico Faraway Music, Olgivanna credeva nel misticismo e si era convinta che Svetlana fosse una sostituta spirituale della propria figlia, anch'essa di nome Svetlana, che aveva sposato il capo apprendista di Wright, William Wesley Peters, ed era morta in un incidente stradale un anno prima. Incredibilmente la Allilueva si recò in Arizona, accettò di sposare Peters nel giro di qualche settimana (le nozze ebbero luogo negli Stati Uniti nel 1971), si spostò con la Taliesin Fellowship tra Scottsdale e Spring Green, e adottò il nome di Lana Peters. La coppia ebbe una figlia, Olga. La Allilueva ebbe, per sua stessa ammissione, rispetto e affetto per Wes Peters, ma il loro matrimonio si dissolse a causa delle pressioni e dell'influenza della vedova Wright.
Nel 1982 si trasferì con la figlia a Cambridge, in Inghilterra, e nel 1984 ritornò in Unione Sovietica, dove lei e la figlia ottennero la cittadinanza e si stabilirono a Tbilisi. Nel 1986 la Allilueva ritornò negli Stati Uniti, e successivamente a Bristol negli anni novanta. Gli ultimi anni di vita li ha trascorsi in una casa di riposo nel Wisconsin. Svetlana si fece battezzare nella Chiesa ortodossa russa e fu coinvolta dalla sua religiosità tanto che in un momento della sua vita voleva farsi suora. In seguito il prete italo-americano padre Garbolino la convinse ad andare in pellegrinaggio a Fátima e in New Jersey fu influenzata da due fratelli (un fratello e una sorella) cattolici e si convertì al cattolicesimo a Cambridge il giorno di Santa Lucia del 1982. Morì a Richland Center il 22 novembre 2011, all'età di 85 anni, per complicazioni di un carcinoma del colon-retto. La sua morte fu annunciata solo il 29 novembre.

## Opere
- Twenty Letters to a Friend (titolo originale: Dvadcaj Pisem'k drugu, autobiografia, pubblicata a Londra nel 1967, scritta nel 1963). Edizione in lingua italiana: Venti lettere ad un amico, traduzione di Pietro Zveteremich, Collezione Le scie, Arnoldo Mondadori Editore, Milano, 1967.
- Only One Year (New York, 1969), Edizione in lingua italiana: Soltanto un anno. L'anno cruciale che ha fatto della figlia di Stalin il simbolo delle contraddizioni della nostra epoca, traduzione di Pietro Zveteremich, Collezione Le scie, Milano, A. Mondadori, 1970.
- Faraway Music (India, 1984, Mosca, 1992)